# عزة القاسمي
عزة علي القاسمي (مواليد 12 فبراير 1985) رامية بحرينية. حملت علم مملكة البحرين في حفل افتتاح دورة الألعاب الأولمبية الصيفية 2012.

## المسيرة الأولمبية
تنافست في مسابقة البندقية 50 متر من ثلاثة مواقع في دورة الألعاب الأولمبية الصيفية 2012. خرجت من الدور الأول ولكنها حطمت الرقم القياسي العربي بتحقيقها 576 نقطة من الثلاث مواقع. في نهاية المسابقة احتلت المركز الثالث والثلاثون.

## الحياة الشخصية
ولدت عزة في مدينة الرفاع في مملكة البحرين. تجيد الحديث باللغتين الإنجليزية والعربية.

## روابط خارجية
- عزة القاسمي على موقع الاتحاد الدولي (الإنجليزية)
- عزة القاسمي على موقع أوليمبيديا (الإنجليزية)